# Ganglij
Ganglij ali živčni vozel je skupek živčnega tkiva v živčnem sistemu živali. Gradijo ga telesa (some) motoričnih živčnih celic. Poleg njih so lahko v gangliju podporne celice nevroglije, živčne povezave (sinapse) s senzoričnimi celicami in nevroni, ki povezujejo druge nevrone znotraj ganglija.
V sklopu človeške anatomije uvrščamo ganglije v obkrajno živčevje. Tu se signali, ki preko motoričnih nevronov prvega reda potujejo iz osrednjega živčevja, prenesejo na nevrone drugega reda, katerih some tvorijo ganglij, ti pa potem oživčujejo mišice. Nasprotno so pri živalih, kot so žuželke, ki imajo bolj razpršeno organizacijo živčnega sistema, gangliji del osrednjega živčevja. Posredujejo živčne impulze iz možganov, vanje pa se povezujejo tudi senzorični nevroni, ki lahko preko ganglija sprožijo lokaliziran odziv mišičja v istem telesnem členu.